# Welcome to My Truth
"Welcome to My Truth" é uma canção da cantora e compositora americana Anastacia, para o terceiro álbum de estúdio e homónimo Anastacia. Escrito por Anastacia, Kara DioGuardi e John Shanks, ele foi lançado no dia 2004. A música fala da relação de Anastacia e o seu pai que a deixou muito cedo, juntamente com a batalha contra o câncer de mama. "Welcome to My Truth" não conseguiu igualar o sucesso global dos seus antecessores "Left Outside Alone" e "Sick and Tired" que saíram relativamente bem em algumas nações europeias, como a Espanha, Itália e Países Baixos.

## Videoclipe
Dirigido por Diane Martel, o vídeo foi filmado no Condado de Napa, Califórnia, nos dias 17 e 18 de Julho de 2004. No Videoclipe, uma menina é vista assistindo seus pais terem uma briga, enquanto Anastacia está cantando em um jardim. O pai deixa a casa com relutância e dá adeus à menina. Na segunda estrofe, a menina é mostrada brincando com brinquedos e assistindo TV com seu irmão e mãe. No segundo refrão, a menina está na sua casa pintando um retrato de Mona Lisa, depois ela leva o retrato para a escola e ganha um prêmio. Quando ela volta para casa, com o prêmio de primeiro lugar, ela cola o seu prêmio na geladeira, para que a mãe pudesse ver e ter orgulho dela. A sua mãe, porém, não toma conhecimento do seu prêmio e não a elogia, isso obviamente perturba a criança, que revela também a tristeza de sua mãe, distraída por causa da briga com o seu pai. Em seguida, a criança é mostrada pintando alegre a noite as paredes de sua casa, depois Anastacia é então vista abraçando a menina em um jardim, e como se a Anastacia do passado e a do presente se juntassem, e finalmente ela está superando a sua dor. A pintura representada pela criança quer dizer que, embora sua vida não é tão perfeita como ela quer que seja, ela ainda pode ser feliz.

## Faixas e formatos
| Reino Unido CD 1 1. "Welcome to My Truth" 2. "Left Outside Alone" (Jason Nevins Mix Show Edit) Reino Unido CD 2 1. "Welcome to My Truth" 2. "Saddest Part" 3. "Left Outside Alone" (Jason Nevins Global Club Edit) 4. "Welcome to My Truth" (Ao vivo no Hospital) 5. "Welcome to My Truth" (Vídeo) Europeu CD single 1. "Welcome to My Truth" 2. "Saddest Part" | Europeu CD maxi single 1. "Welcome to My Truth" 2. "Saddest Part" 3. "Sick and Tired" (Ao vivo no Hospital) 4. "Welcome to My Truth" (Vídeo) Australiano CD maxi single 1. "Welcome to My Truth" 2. "Saddest Part" 3. "Sick and Tired" (Ao vivo no Hospital) |

## Histórico de lançamento
| País/Região | Data                  |
| ----------- | --------------------- |
| Europa      | 20 de Agosto de 2004  |
| Mundo       | 8 de Novembro de 2004 |

## Desempenho
| Tabela musical (2004)          | Melhor posição |
| ------------------------------ | -------------- |
| Australian ARIA Singles Chart  | 41             |
| Ö3 Austria Top 40              | 41             |
| Belgian Ultratip 30 (Flanders) | 2              |
| Belgian Ultratip 30 (Wallonia) | 3              |
| Dutch Top 40                   | 14             |
| German Singles Chart           | 30             |
| Irish Singles Chart            | 23             |
| Italian FIMI Singles Chart     | 14             |

| Tabelas musicais (2004)          | Melhor posição |
| -------------------------------- | -------------- |
| Spanish PROMUSICAE Singles Chart | 4              |
| Swiss Singles Chart              | 35             |
| UK Singles Chart                 | 25             |
| Tabelas musicais (2005)          | Melhor posição |
| Danish Singles Chart             | 18             |
| Hungarian Mahasz Airplay Chart   | 24             |
| Swedish Singles Chart            | 49             |